# Gary Starkweather
Gary Keith Starkweather (janeiro de 1938) é um engenheiro estadunidense.
Starkweather estudou física na Michigan State University e na Universidade de Rochester. De 1964 a 1988 trabalhou no Xerox PARC, onde inventou a impressora a laser. De 1988 a 1997 trabalhou na Apple, e depois na Microsoft.
Gary Starkweather é detentor de diversas patentes. No Óscar 1995 foi laureado por seu trabalho na Pixar. Em 2012 passou a integrar o National Inventors Hall of Fame.